# Scaramouche, der galante Marquis
Scaramouche, der galante Marquis (Originaltitel: Scaramouche) ist ein US-amerikanischer Mantel-und-Degen-Film von George Sidney aus dem Jahr 1952 mit Stewart Granger in der Hauptrolle. Als Vorlage diente ein Roman von Rafael Sabatini. In der DDR lief der Film nur im Fernsehen (erstmals am 1. März 1986 im DFF 1) unter dem Titel Scaramouche – Der Mann mit der Maske (hier kurioserweise ungekürzt, da man die Warner-Video-Fassung mit der dialoglosen Napoleonszene zum Finale ausstrahlte, während bis heute west- bzw. gesamtdeutsche TV-Ausstrahlungen nur die gekürzte Kinofassung verwenden).

## Handlung
Der französische Edelmann André Moreau, der uneheliche Sohn eines Landadligen, erfährt eines Tages, dass ihm der Vater die Geldquelle, mit der er ihn bisher unterstützt hat, kappen will. Er bringt den Notar, der die Zahlungen verwaltet hat, dazu, den Namen des Mannes zu nennen, und begibt sich auf eine Reise in die Provinz. Dabei begegnet er zuerst der jungen Adligen Aline de Gavrillac, in die er sich verliebt, doch sie teilt den Namen des Mannes, den ihm der Notar genannt hat und der inzwischen verstorben ist; und im Glauben, sie sei seine Schwester, distanziert sich André widerwillig von ihr.
Auf seiner Reise zum Gut der Gavrillacs hilft André seinem besten Freund und Ziehbruder Philippe, einem Republikaner und unter dem Pseudonym „Marcus Brutus“ Verbreiter revolutionärer Schriften, womit er sich besonders beim Adel und der Königin Marie-Antoinette viele Feinde gemacht hat. Während ihrer Reise begegnen die beiden dem Adligen Marquis de Maynes, einem Cousin und Günstling der Königin, und Philippe wird von diesem als Marcus Brutus erkannt, zu einem Degenduell provoziert und dabei regelrecht hingerichtet. Dem fechtunerfahrenen Moreau gelingt es zu fliehen, jedoch muss er sich zunächst in einer Gruppe von Gauklern, der seine recht stürmische Ex-Geliebte Lenore angehört, verstecken und Fechtunterricht nehmen, um gegen de Maynes antreten zu können. Dafür schleicht er sich regelmäßig in das Schloss de Maynes ein, wo er Fechtunterricht bei Doutreval nimmt, dem persönlichen Lehrer des Marquis und wie Philippe ein heimlicher Republikaner.
In der Gauklergruppe tritt Moreau in der Rolle des maskierten Schauspielers Scaramouche auf, nachdem der alte Darsteller sich dem Trunk ergeben hat. Er trifft zum zweiten Mal auf de Maynes auf dessen Schloss, unterliegt dem immer noch besseren Fechter jedoch und überlebt nur durch eine waghalsige Flucht und mit Hilfe von Doutreval, der ihn auf seinen alten Lehrmeister verweist. Schließlich zieht Moreau mit der Truppe nach Paris und vervollkommnet seine Fechtkunst dort bei Doutrevals ehemaligem Lehrer Perigore.
In Paris tagt die französische Nationalversammlung, wo adlige Mitglieder immer wieder republikanisch gesinnte Abgeordnete zum Duell fordern. Moreau wird auf Betreiben republikanischer Kreise für den 3. Stand in die Nationalversammlung abgeordnet, tritt gegen verschiedene adlige Gegner an und besiegt einen nach dem anderen. Sein Versuch, auch de Maynes zu einem Duell herauszufordern, scheitert aber an Aline (jetzt die Verlobte des Marquis) und Leonore, die die beiden voneinander fernhalten, um den befürchteten Tod Andrés, den sie beide lieben, zu verhindern. Dann besucht de Maynes eines Abends ausgerechnet das Theater, in dem Moreau als Scaramouche auftritt, und so findet der dann doch noch die Gelegenheit, gegen de Maynes zu kämpfen. André besiegt ihn nach einem längeren Fechtduell, aber bringt es dann doch nicht über sich, ihn auch zu töten. Und von Philippes Vater erfährt Moreau dann, dass de Maynes sein Halbbruder ist; der Graf von Gavrillac hatte die Identität von Andrés Vater auf sich genommen, um den Fehltritt seines besten Freundes zu decken. Nachdem Lenore, die inzwischen erkannt hat, dass sie André niemals wirklich lieben kann, ihm ihren Segen gegeben hat, heiraten André und Aline schließlich, während Lenore sich mit einem gewissen korsischen Offizier zufriedengibt.

## Produktionsnotizen
Der Höhepunkt des im 18. Jahrhundert im Vorfeld der französischen Revolution spielenden Films ist das 7 Minuten dauernde Degen-Duell zwischen André Moreau und dem Marquis de Maynes im voll besetzten Theater. Eine besondere Intensität erreicht das Duell dadurch, dass es im Film nicht mit Musik unterlegt ist. (Victor Young ging sogar noch weiter: SÄMTLICHE Fechtszenen des Filmes blieben konsequent ohne Musik.) Es wird noch heute als die beste Fechtszene der Filmgeschichte bezeichnet. Die beiden Kontrahenten erwiesen sich als so versiert, dass zumindest teilweise deutlich sichtbar mit scharfen Waffen gedreht werden konnte.
Die junge Janet Leigh spielt eine junge Adlige und Eleanor Parker die begabte und kumpelhafte Gauklerin.

## Kritiken
„Bewegte, abwechslungsreiche und exquisit ausgestattete Unterhaltung, die zuweilen auch hintergründige Konturen gewinnt“, befand das Lexikon des internationalen Films. Die Fernsehzeitschrift Prisma zählte die Romanadaption zu „eine[m] der besten Mantel- und Degen-Filme aller Zeiten“ und lobte sie als „wunderbare und überaus aufwändige Produktion“. So würden „[e]ine hervorragende Ausstattung, die gekonnte Inszenierung und die unrealistischen Technicolor-Farben […] für beste Abenteuer-Unterhaltung [sorgen]“.
„Manchmal in Mätzchen abgleitend, manchmal Konturen treffend, die Hintergründigkeit besitzen“, heißt es in 6000 Filme.

## Auszeichnung
- 1953: Nominierung für den Directors Guild of America Award für George Sidney

## Deutsche Fassung
Die deutsche Synchronfassung entstand 1953 im MGM Synchronisations-Atelier Berlin.
| Rolle                         | Darsteller       | Synchronsprecher |
| ----------------------------- | ---------------- | ---------------- |
| André Moreau                  | Stewart Granger  | Axel Monjé       |
| Lenore                        | Eleanor Parker   | Edith Schneider  |
| Aline de Gavrillac de Bourbon | Janet Leigh      | Margot Leonard   |
| Noel, Marquis de Maynes       | Mel Ferrer       | Hans Nielsen     |
| Isabelle de Valmorin          | Elisabeth Risdon | Agnes Windeck    |
| Doutreval                     | John Dehner      | Erik Ode         |